# Peggy Fleming
Peggy Gale Fleming, coniugata Jenkins (San Jose, 27 luglio 1948), è un'ex pattinatrice artistica su ghiaccio e scrittrice statunitense, vincitrice di tre titoli mondiali e di una medaglia d'oro olimpica nel singolo donne negli anni sessanta.

## Biografia
Iniziò a pattinare a nove anni, e nel 1960 vinse il suo primo titolo nazionale statunitense juniores. All'epoca era allenata da William Kipp, che però morì nel 1961 nello schianto del volo Sabena 548 in cui viaggiava la nazionale statunitense diretta ai Campionati mondiali di pattinaggio di figura a Praga. Dopo la scomparsa di Kipp, suo allenatore divenne Carlo Fassi.
Nel 1964, a sedici anni, Peggy Fleming vinse il primo dei suoi cinque titoli nazionali statunitensi consecutivi, e si classificò sesta alle Olimpiadi invernali di Innsbruck. L'anno dopo ottenne la sua prima medaglia in una competizione internazionale, un bronzo ai Campionati mondiali di pattinaggio di figura. L'anno dopo si aggiudicò il titolo mondiale, che mantenne per tre edizioni consecutive.
Alle Olimpiadi di Grenoble 1968 vinse la medaglia d'oro, ottenendo il primo posto all'unanimità da tutti e nove i giudici sia nelle figure obbligatorie sia nel programma libero. Dopo le Olimpiadi abbandonò le competizioni e passò al professionismo, esibendosi in spettacoli sul ghiaccio. In seguito è diventata commentatrice televisiva per la ABC.
Nel 1976 fu inserita nella World Figure Skating Hall of Fame, la hall of fame internazionale del pattinaggio di figura.
È autrice di diversi libri sul pattinaggio di figura. Nel 2000 ha pubblicato l'autobiografia The Long Program: Skating Toward Life's Victories ("Il programma lungo: pattinando verso le vittorie della vita"), in cui racconta tra l'altro la sua battaglia contro il tumore al seno che le fu diagnosticato nel 1998.

## Palmarès
| Evento                       | 1962  | 1963  | 1964 | 1965 | 1966 | 1967 | 1968 |
| ---------------------------- | ----- | ----- | ---- | ---- | ---- | ---- | ---- |
| Giochi olimpici invernali    |       |       | 6°   |      |      |      | 1°   |
| Campionati mondiali          |       |       | 7°   | 3°   | 1°   | 1°   | 1°   |
| North American Championships |       |       |      | 2°   |      | 1°   |      |
| Campionati statunitensi      | 2° N. | 3° J. | 1°   | 1°   | 1°   | 1°   | 1°   |